# SNCF CC 6500 sorozat
Az SNCF CC 6500 sorozat egy francia 1,5 kV DC áramrendszerű, C'C' tengelyelrendezésű villamosmozdony-sorozat volt. 1969 és 1975 között gyártotta az Alstom és a Fives-Lille/CEM. Az SNCF 2006 és 2007 között selejtezte a sorozatot.
Az SNCF CC 6500 sorozat az SNCF CC 40100 sorozat és a dízel SNCF CC 72000 sorozat mellett a „Nez Cassé” mozdonycsalád első generációja volt, amelyet 200 km/h sebességű gyorsvonatok vontatására terveztek, de nehéz tehervonatokhoz is használták. Az első üzemévekben vontatott vonatok között volt az SNCF zászlóshajója, a Le Mistral, valamint a Trans-Europ-Express vonatok, az Aquitaine, a Le Capitole és az Étendard.
Jelenleg a sorozat egyik tagja a Bahnpark Augsburgban található.

## Műszaki adatok
A mozdonyok háromtengelyes, egymotoros forgóvázzal rendelkeztek, amelyeken mindegyik háromtengelyes tengelycsoportot fogaskerekek kapcsoltak össze. A sebességszabályozás reosztátokkal és soros-párhuzamos vezérléssel történt. A motorok kettős armatúrával rendelkeztek, így négy „félmotor” volt, amelyek három motorcsoportosítást tettek lehetővé: teljes soros, soros-párhuzamos és teljes párhuzamos. A teljesítményszabályozó 28 fokozattal rendelkezett.
A CC 6500 mozdonyok második sorozata harmadik sínre szerelt áramfelvevővel volt felszerelve, hogy az Alpokban található, meredek emelkedésű Maurienne vonalon is használható legyen, de ezeket eltávolították, amikor a vonalat felsővezetékes áramellátásra alakították át.

## Gyártás

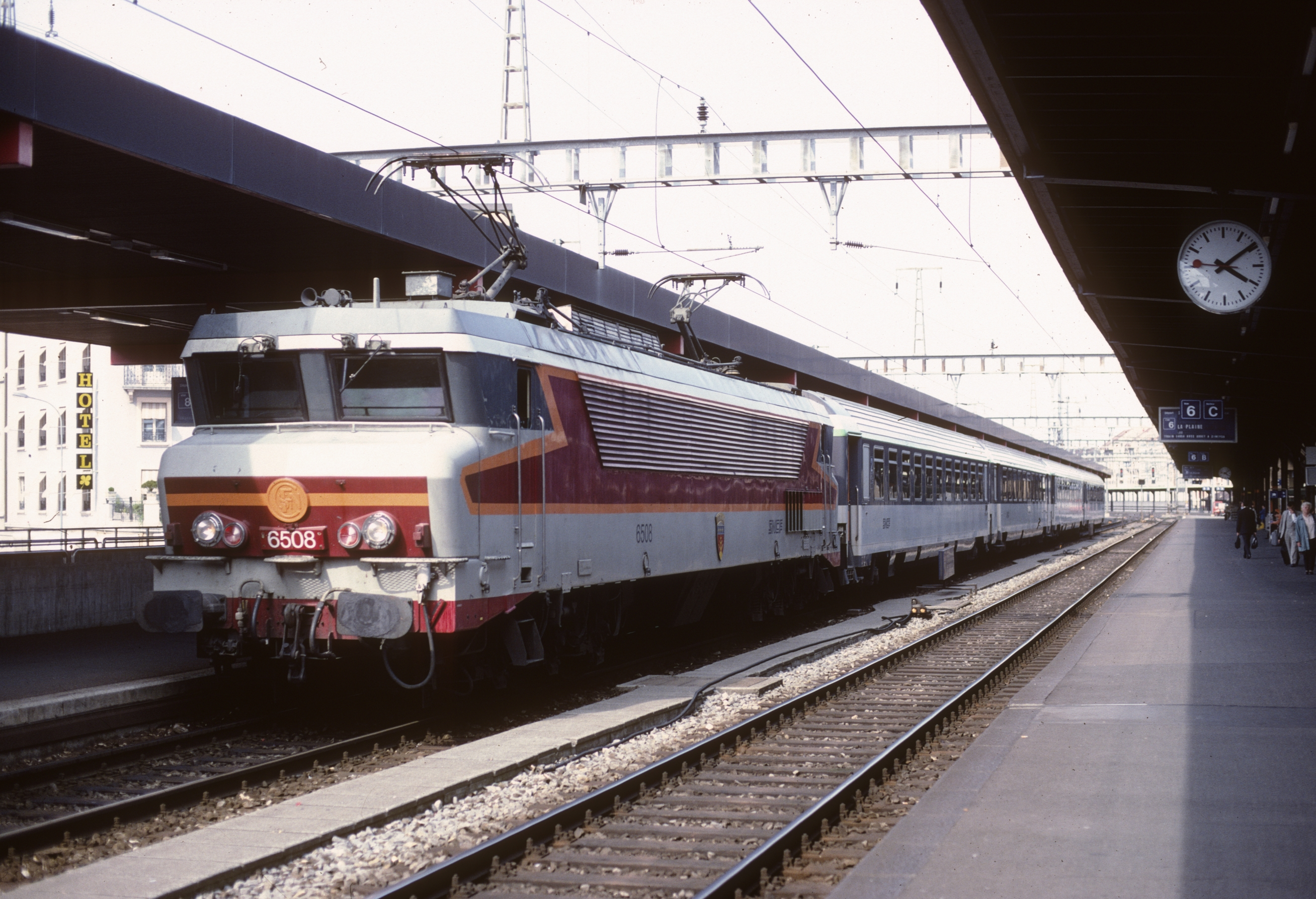
Az SNCF CC 6508 beérkezik a genfi (Genève Cornavin) pályaudvarra 1993-ban

1969 és 1976 között összesen 74 darabot gyártottak, az utolsó példányt 2007-ben vonták ki a forgalomból. Négy további példányt kettős rendszerű 1,5 kV egyenáramú/25 kV váltakozó áramú mozdonyként gyártottak, és CC 21000 sorozatként jelölték meg. Ezeket 1995 és 1996 között átalakították egyenáramú mozdonyokká, így a CC 6500 mozdonyok száma összesen 78-ra emelkedett.

## Nevek
A sorozat körülbelül fele nevet kapott. A legtöbbet francia városokról nevezték el, kivéve a CC 6572-t, amelyet a második világháborús vasúti munkások ellenállási csoportjának, a Résistance-Fernek az emlékére neveztek el.
| Pályaszám | Név                  | Pályaszám | Név                    |
| --------- | -------------------- | --------- | ---------------------- |
| CC 6502   | Ivry-sur-Seine       | CC 6526   | Choisy-le-Roi          |
| CC 6504   | Vitry-sur-Seine      | CC 6527   | Amboise                |
| CC 6505   | Sainte-Foy-la-Grande | CC 6529   | Issoudun               |
| CC 6508   | Montauban            | CC 6530   | Cahors                 |
| CC 6509   | Agen                 | CC 6531   | Saint-Pierre-des-Corps |
| CC 6510   | Carcassonne          | CC 6533   | Beautiran              |
| CC 6512   | Narbonne             | CC 6534   | Béziers                |
| CC 6513   | Cognac               | CC 6535   | Saint-Chamond          |
| CC 6514   | Poitiers             | CC 6536   | Annecy                 |
| CC 6515   | Blois                | CC 6537   | Salon-de-Provence      |
| CC 6516   | Châtellerault        | CC 6560   | Oullins                |
| CC 6517   | Arcachon             | CC 6563   | Laval                  |
| CC 6518   | Orléans              | CC 6564   | Beaune                 |
| CC 6519   | Angoulême            | CC 6566   | Maubeuge               |
| CC 6520   | Ruffec               | CC 6567   | Brest                  |
| CC 6521   | Saintes              | CC 6569   | La Mulatière           |
| CC 6522   | Limoges              | CC 6570   | Armentières            |
| CC 6523   | Brive                | CC 6571   | Jeumont                |
| CC 6524   | Toulouse             | CC 6572   | Résistance-Fer         |
| CC 6525   | Châteauroux          | CC 6574   | Dole                   |